# Kunstsammlungen Zwickau

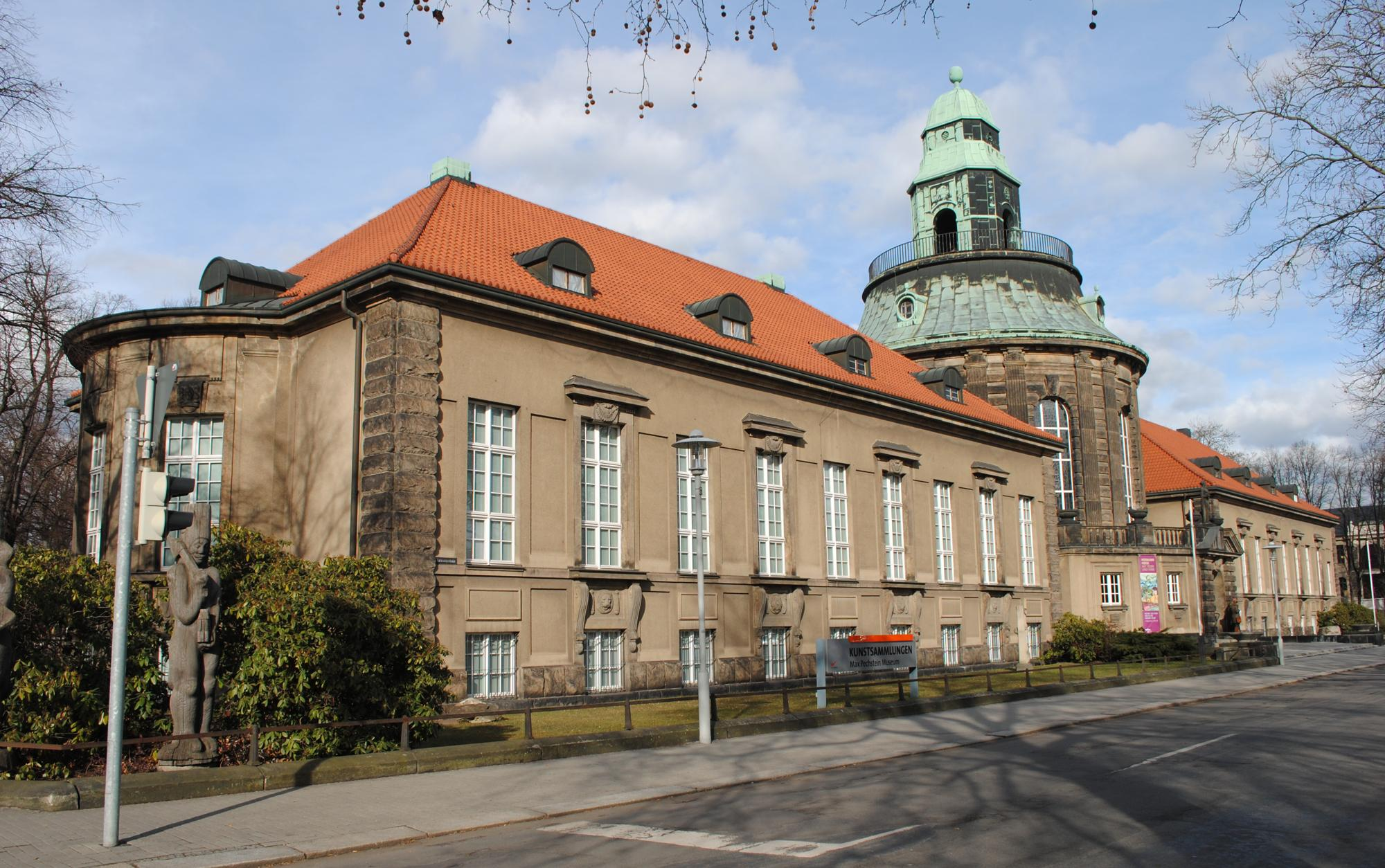
Gebäude 2015

Die Kunstsammlungen Zwickau – Max Pechstein Museum sind eine 1925 begründete Abteilung des Städtischen Museums Zwickau, das am 23. April 1914 als König-Albert-Museum eingeweiht wurde.

## Vorgeschichte

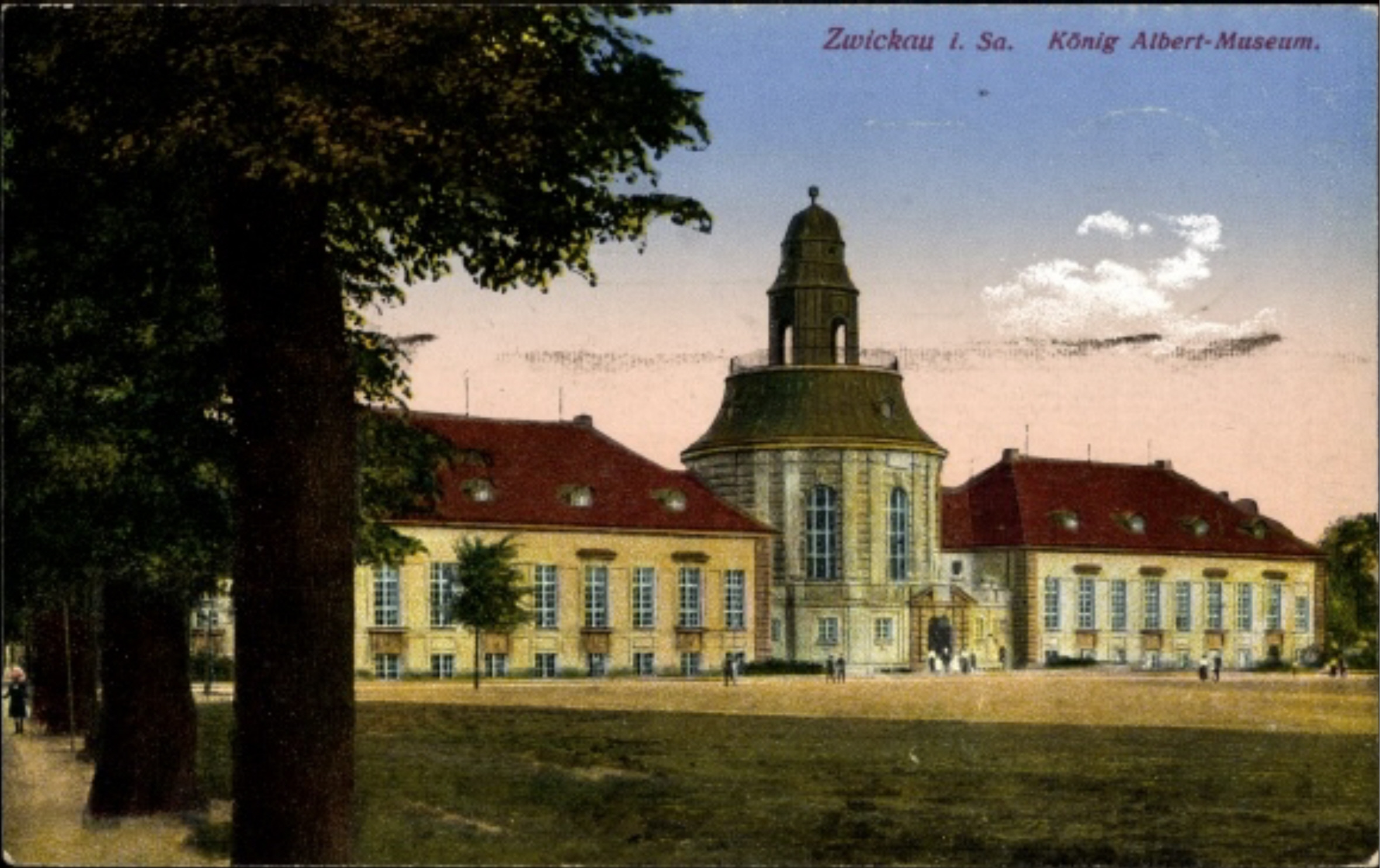
König-Albert-Museum in Zwickau 1918

Der Neubau des Architekten Richard Schiffner war zunächst zur Unterbringung der Ratsschulbibliothek, der 1868 gestifteten Mineraliensammlung, der Handschriften des Ratsarchivs und der Kunstgegenstände im Besitz der Stadtgemeinde sowie der Sammlung des Altertumsvereins errichtet worden.
Am 23. April 1914 weihte der sächsische König Friedrich August III. das König-Albert-Museum ein und besuchte im Anschluss das heutige Hermann-Gocht-Haus.

## Entwicklung der Kunstsammlungen Zwickau
Von 1925 bis 1930 leitete der Kunsthistoriker Hildebrand Gurlitt das König-Albert-Museum. Gurlitts Berufung im Jahr 1925 wurde zum Beginn des Aufbaus einer zielgerichteten Kunstsammlung. Er legte den Schwerpunkt auf Werke zeitgenössischer Maler und veranstaltete zahlreiche Ausstellungen. So präsentierte er 1925 Werke von Max Pechstein, 1926 standen Käthe Kollwitz und das junge Dresden im Mittelpunkt, 1927 wurden Werke von Erich Heckel und Karl Schmidt-Rottluff gezeigt und 1928 wurde eine Ausstellung Emil Nolde gewidmet. Mit zahlreichen Künstlern seiner Zeit stand Gurlitt in engem persönlichen Kontakt, so beispielsweise mit Ernst Barlach, den er noch 1937 für die Ausgestaltung des Tympanons der Hamburger Petrikirche zu gewinnen versuchte, was Barlach allerdings ablehnte, um seine Mäzene wie Hermann F. Reemtsma nicht in Ungelegenheiten zu bringen.
Gurlitt ließ vom Bauhaus in Dessau das Zwickauer Museum gestalten und ausmalen. Diese Neugestaltung, die 1926 der Öffentlichkeit präsentiert wurde, fand überregionalen Beifall. Weniger angetan war zum Teil die lokale Presse – nicht nur von der Umgestaltung des Museums, sondern auch von Gurlitts fortschrittlichem Kunstgeschmack. Pressekampagnen gegen die von Gurlitt bevorzugt angeschaffte moderne Kunst brachten auch die finanziellen Engpässe der Stadt Zwickau ins Spiel, die bei seiner Entlassung am 1. April 1930 neben seiner nicht rein „arischen“ Herkunft eine Rolle spielten.
Gurlitts Nachfolger Sigfried Asche und Rudolf von Arps-Aubert agierten während der Zeit des Nationalsozialismus deutlich verhaltener und bevorzugten unverfänglichere Sammlungsgebiete.
1937 wurden in der NS-Aktion „Entartete Kunst“ aus dem König-Albert-Museum eine bedeutende Anzahl von Kunstwerken beschlagnahmt. Ein Teil davon wurde anschließend vernichtet.
Gertrud Rudloff-Hille und Marianne Vater (1911–1963), die in der Nachkriegszeit für das Museum arbeiteten, schlossen zum Teil wieder etwas an Gurlitts Linie an, erweiterten die Kunstsammlung nach 1945 aber auch um zahlreiche Werke der Romantik. Die erste Sonderausstellung nach dem Ende des NS-Staats war von März bis April 1947 „5 Zwickauer Maler und Graphiker stellen aus“ mit Aquarellen, Ölgemälden, Handzeichnungen und Graphik von Helmut Lang, Willy Lang, Käthe Richter-Lohse, Karl-Heinz Schuster und Alfred Tröger. Eine Ausstellung zu Werken Max Pechsteins sowie die Verleihung der Ehrendoktorwürde an diesen Künstler 1947 kann als Fortsetzung der Bemühungen Gurlitts um die Zwickauer Sammlung angesehen werden. In den 1960er und 1970er Jahren waren derartige Bestrebungen in der DDR allerdings mit Schwierigkeiten verbunden und fanden unter dem Volkskundler Richard Wolf, der von 1963 bis 1986 im Amt war, auch nicht mehr statt.

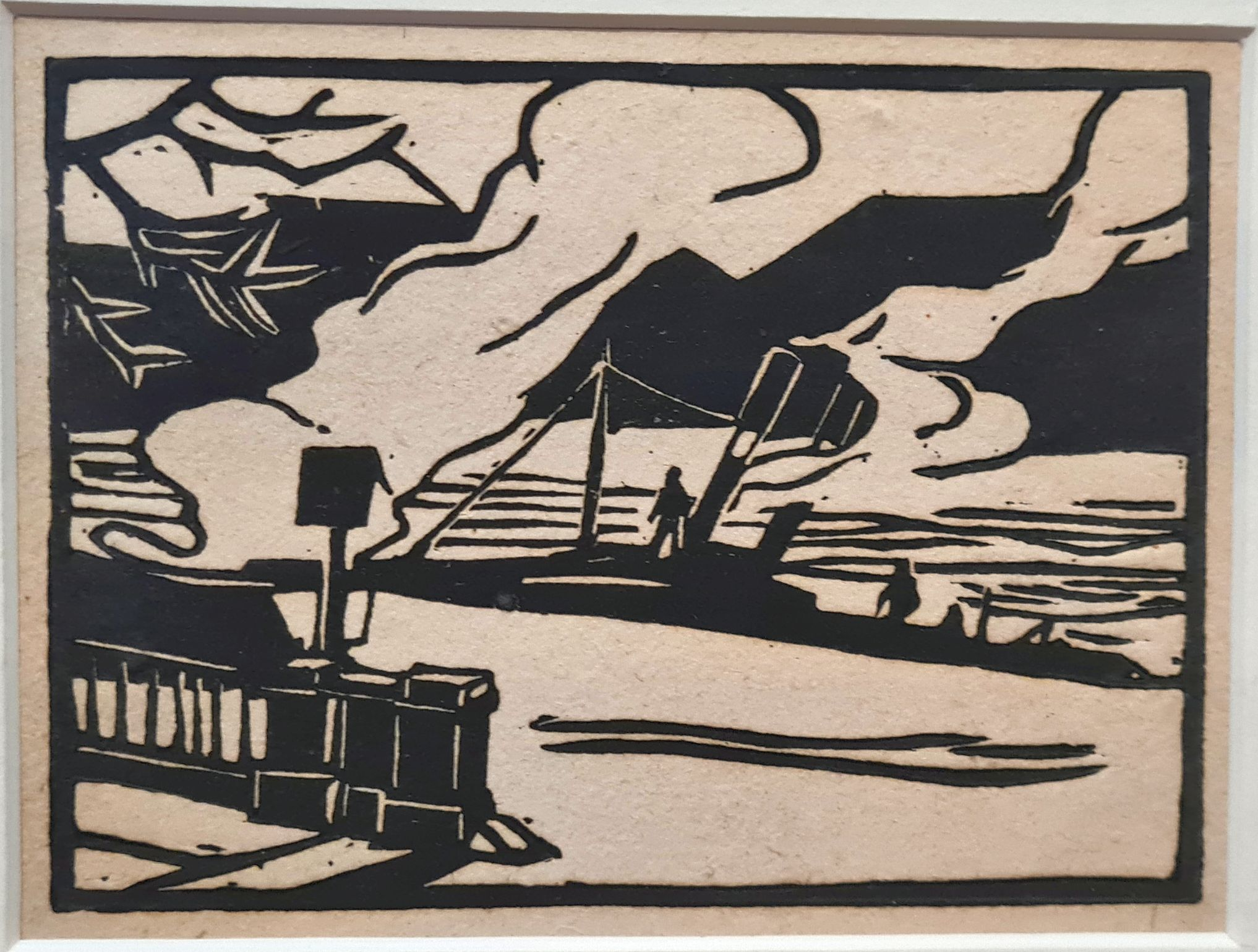
Ernst Ludwig Kirchner: „Kettenschlepper“, Holzschnitt (1905) in den Kunstsammlungen Zwickau

Nur eine Schenkung von Fritz Bleyl im Jahr 1966, der dem Museum neben eigenen Werken auch Holzschnitte von Erich Heckel und Ernst Ludwig Kirchner zukommen ließ, bildete hier eine Ausnahme. 1971 erhielten die Kunstsammlungen die Gemäldesammlung Alter Meister aus dem Nachlass des Kunsthistorikers Walter Hentschel.
Nach der deutschen Wiedervereinigung bemühte man sich, die Lücken in den Beständen aufzufüllen. Die stadtgeschichtliche Abteilung des Museums zog 2003 in den Museumskomplex „Priesterhäuser“ um, während in dem mittlerweile denkmalgeschützten Bau des König-Albert-Museums weiterhin die Kunstsammlungen untergebracht sind. Im Herbst 2011 wurde die „Plastikhalle“ des Museums als Schausammlung der spätgotischen und frühbarocken Skulpturen wieder eröffnet. Im April 2014 öffnete in den Kunstsammlungen Zwickau das Max-Pechstein-Museum. Seitdem wird das Haus offiziell als Kunstsammlungen Zwickau – Max Pechstein Museum bezeichnet.
Die Kunstsammlungen Zwickau erhielten 2023 für die Restaurierung christlicher Bildwerke des Spätmittelalters einen der beiden Spezialpreise des Sächsischen Museumspreises.

## Sammlung

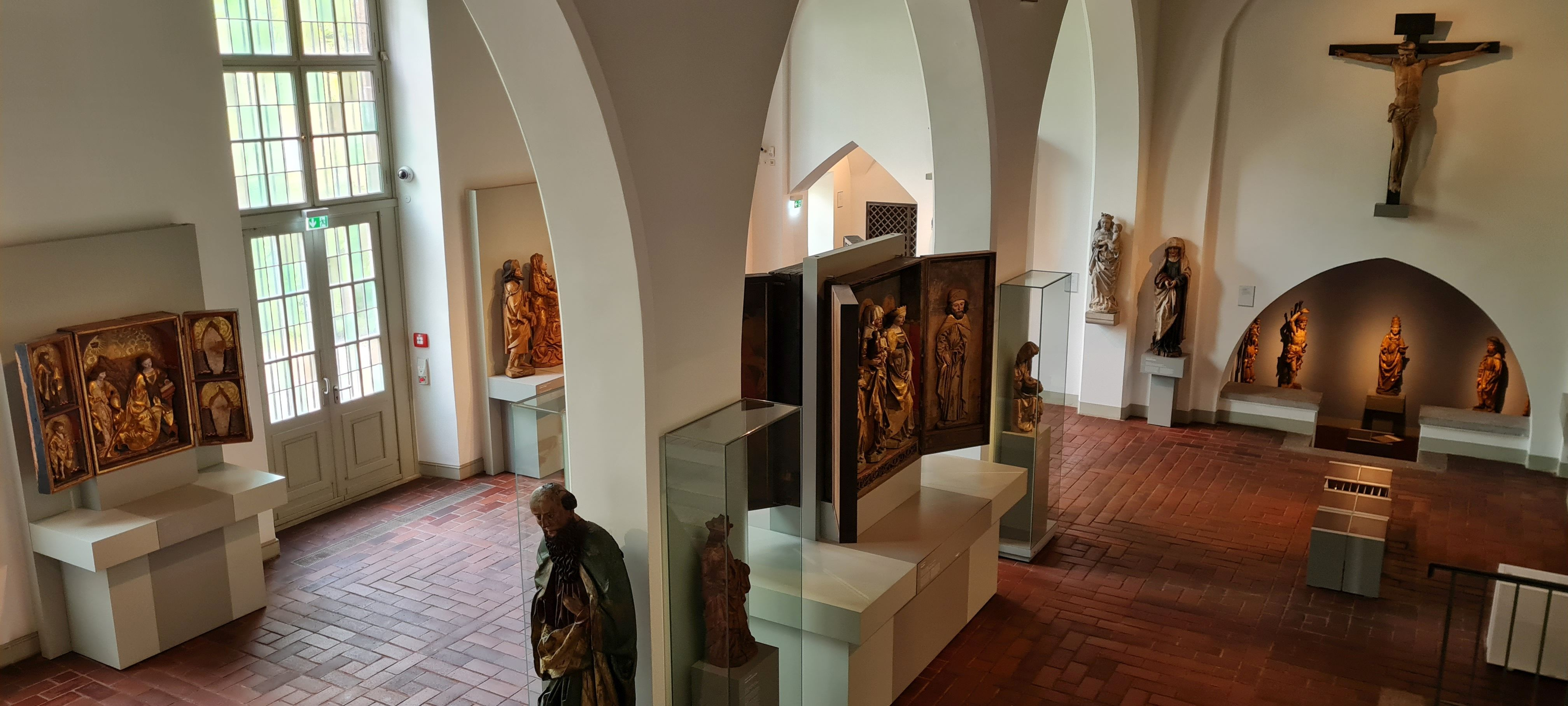
Blick in die Skulpturensammlung

Vier Sammlungen bilden den Aufgabenschwerpunkt des Museums: die Gemäldesammlung, die bereits vor Eröffnung des Museums 1914 auf Initiative des 1864 gegründete Zwickauer Kunstverein angelegt wurde, die grafische Sammlung, die Hildebrand Gurlitt in den 1920er Jahren ausbaute, die spätgotische Skulpturensammlung, die der Zwickauer Altertumsverein zusammengetragen hatte, die Mineraliensammlung, die als erste Schenkung des Zwickauer Bergfaktors Ernst Julius Richter im Jahr 1868 an die Stadt erfolgte und die Ratsschulbibliothek.

### Max-Pechstein-Museum
Die ersten Werke Max Pechsteins – zunächst Arbeiten auf Papier – wurden 1925 durch Hildebrand Gurlitt angekauft. Ihm ist 1926 der Erwerb zweier Pechstein-Gemälde zu verdanken, darunter das sich noch heute im Haus befindliche „Stilleben mit Fruchtschale“ (1912). Während der Zeit des Nationalsozialismus und DDR gelangten bis auf Pechsteins „Sonnenblumen“ von 1948, die 1975 aus Privatbesitz erworben wurden, keine weiteren Gemälde des Künstlers in das Museum.
Erst seit Mitte der 1990er-Jahre ist es gelungen, die Sammlung mit bedeutenden Arbeiten wie dem doppelseitigen Gemälde „Blumenstilleben mit Calla/Blumenstilleben mit Neuirland-Maske“ (1917) oder der Palau-Ansicht „Chogealls“ (1917) weiter auszubauen. In den letzten Jahren konnten zudem die Museumsbestände mit Leihgaben aus Privatbesitz ergänzt werden. Die Auswahl spannt den Bogen von dem frühesten erhaltenen, 1896 entstandenen Gemälde „Geierwally“ des jugendlichen Pechstein bis zu Gemälden aus seinen letzten Lebens- und Schaffensjahren. Die Dauerausstellung beinhaltet neben Landschaften und Stillleben zudem die weniger bekannten dekorativen Werke wie Glasbilder und Mosaike. Einen Höhepunkt stellen die Gemälde dar, die im Anschluss an Pechsteins Reise in die Südsee im Jahr 1914 entstanden sind. Ebenso gehören bisher kaum öffentlich gezeigte Porträts von Familienangehörigen oder das in seiner Farbigkeit surreal anmutende Spätwerk des Künstlers zu den Besonderheiten des Max-Pechstein-Museums. Dieses ist seit 2014 integraler Bestandteil des Hauses, das Max Pechstein selbst mehrfach besuchte und das diesem bedeutenden Vertreter des deutschen Expressionismus bereits 1925 und 1947 umfassende Ausstellungen widmete.
Weiterhin gehören zur Sammlung mehr als 150 Zeichnungen, Aquarelle und Druckgrafiken sowie angewandte Arbeiten und über 450 zum Teil eigenhändig illustrierte Briefe und Postkarten Pechsteins, die nicht zuletzt bedeutende Dokumente für die Kunstgeschichtsforschung darstellen.

### Künstler, deren Werke 1937 als „entartet“ aus dem König-Albert-Museum beschlagnahmt wurden
Ernst Barlach, Karl Hofer, Reinhold Rudolf Junghanns (1884–1967), Wassily Kandinsky, Ernst Ludwig Kirchner, Eugen Kirchner (1865–1938), Paul Klee, Moissey Kogan, Oskar Kokoschka, Bernhard Kretzschmar, Otto Lange, Laviarow, El Lissitzky, Franz Marc, Otto Mueller, Ernst Müller-Gräfe, Emil Nolde, Max Pechstein, Enrico Prampolini, Hans Purrmann, Christian Rohlfs, Karl Schmidt-Rottluff, Walter von Ruckteschell, Wilhelm Rudolph, Oskar Sarmatzki (* 1898), Gustav Schmidt, Schmidt-Steinpleis, Richard Seewald und Magnus Zeller.

## Gebäude
Der Haupteingang befindet sich auf der südlichen Seite des zentralen Kuppelbaus zum Festplatz hin (früher Hindenburg-Platz, heute Platz der Völkerfreundschaft). Vom Kuppelbau, den eine Aussichtsplattform abschließt, gehen drei im rechten Winkel zueinander gelegene Flügel ab, wovon der östliche die Ratsschulbibliothek Zwickau und das Stadtarchiv samt Lesesaal beherbergt. Im Westflügel sind im Souterrain die mineralogisch-geologischen Sammlungen, im Erdgeschoss die Skulpturensammlung und im Obergeschoss die Gemäldesammlung untergebracht. Der eingeschossige Nordflügel beherbergt Sonderausstellungen und Magazinräume. Der eklektizistische Repräsentationsbau mit seinem neobarocken Fassadenschmuck steht unter Denkmalschutz.

## Leiter
- 1925–1930 Hildebrand Gurlitt, erster Museumsleiter
- 1930–1933 Heinrich Kleinebreil, eigentlich Leiter der Stadtbibliothek, wurde zum Geschäftsführer nebenher
- 1933–1936 Sigfried Asche
- 1936–1945 Rudolf von Arps-Aubert
- 1945–1950 Gertrud Rudloff-Hille
- 1950–1963 Marianne Vater
- 1963–1986 Richard Wolf
- 000000000 Petra Lewey